# Gustav Bruder
Gustav Bruder (1 september 1890 - 18 augustus 1971) staat bekend als een van de meest bekwame arrangeurs van muziek voor draaiorgels en orchestrions. Zijn arrangementen zijn tot op heden wereldwijd te horen op instrumenten, zowel draaiorgels als andere automatische muziekinstrumenten. Zijn originele en vindingrijke manier van muziek arrangeren is door kenners direct herkenbaar en een voorbeeld voor hedendaagse arrangeurs. 
Hij kwam zelf voort uit een familie van draaiorgelbouwers, de Gebrüder Bruder, maar werd vooral geroemd voor zijn werk voor de orgelfabriek van de gebroeders Weber GmbH, Waldkirch. Over zijn muzikale opleiding is niks bekend, maar al vanaf 1913 was hij, als 23-jarige, in dienst bij Weber als arrangeur en kreeg onder andere de opdracht om exclusieve arrangementen te maken voor een serie Weber-orchestrions, waarvan zijn werk voor de Weber Maesto hem het meeste succes heeft gebracht. Hij bleek zo getalenteerd dat de fabrikant, August Weber, besloot dat Gustav Bruder als enige muziek mocht leveren voor de Maesto, waaraan een groot deel van het succes van dit instrument te danken is. Na de sluiting van de Weber Orgelfabriek in 1931 bleef Gustav Bruder tot in ieder geval 1959 zelfstandig actief als arrangeur. 
Zijn vermogen om ook voor instrumenten met een beperkte bezetting complexe maar toch kwalitief hoogwaardige arrangementen te maken, onderstreept zowel zijn muzikale als technische kennis over de werking van automatische muziekinstrumenten. Hij haalde muzikaal veel inspiratie uit zijn muzikale tijdgenoten, zoals orkestleider Paul Whiteman en de Duitse operettecomponisten Franz Lehar en Paul Lincke.
- Gemeinsame Normdatei: 1012400719
- MusicBrainz: ab719dde-0248-43fb-a634-385be10ff7bb
- Virtual International Authority File: 171744288